# Minador do Negrão
Minador do Negrão è un comune del Brasile nello Stato dell'Alagoas, parte della mesoregione di Agreste Alagoano e della microregione di Palmeira dos Índios.